# Alex Monis
Alex Monis (Downers Grove, 20 marzo 2003) è un calciatore statunitense naturalizzato filippino, centrocampista del N.E. Revolution II e della nazionale filippina.

## Carriera

### Club
Monis è cresciuto nel settore giovanile del Chicago Fire, con cui ha firmato un contratto professionistico l'11 marzo 2020. Il 24 luglio è stato prestato al Forward Madison con cui ha debuttato due giorni dopo nell'incontro di USL League One perso 2-1 contro il North Texas.
Rientrato a Chicago ha debuttato in prima squadra il 7 novembre 2021 nell'incontro di MLS perso 2-0 contro il Columbus Crew. Il 6 settembre 2023 è stato ceduto in prestito al Rio Grande Valley, con la possibilità di richiamarlo in caso di necessità. Il 9 ottobre dell'anno seguente ha segnato il suo primo gol in carriera con il Chicago Fire, mettendo a segno al 92' la rete del definitivo 1-1 contro il N.E. Revolution.
L'8 gennaio 2024 ha firmato un contratto con il N.E. Revolution II.

### Nazionale
Nel 2019 ha giocato un incontro con gli Stati Uniti Under-16.
Nel maggio del 2024 ha ricevuto la prima convocazione da parte della nazionale filippina, ed il 6 giugno ha esordito giocando titolare l'incontro di qualificazione per il campionato mondiale 2026 perso 3-2 contro il Vietnam.

## Statistiche

### Presenze e reti nei club
Statistiche aggiornate al 6 giugno 2024.
| Stagione        | Squadra            | Campionato      | Campionato | Campionato | Coppe nazionali | Coppe nazionali | Coppe nazionali | Coppe continentali | Coppe continentali | Coppe continentali | Altre coppe | Altre coppe | Altre coppe | Totale | Totale | Totale |
| Stagione        | Squadra            | Comp            | Pres       | Reti       | Comp            | Pres            | Reti            | Comp               | Pres               | Reti               | Comp        | Pres        | Reti        | Pres   | Reti   |        |
| --------------- | ------------------ | --------------- | ---------- | ---------- | --------------- | --------------- | --------------- | ------------------ | ------------------ | ------------------ | ----------- | ----------- | ----------- | ------ | ------ | ------ |
| 2020            | Forward Madison    | USL-1           | 6          | 0          |                 | -               | -               |                    | -                  | -                  |             | -           | -           | 6      | 0      |        |
| 2021            | Forward Madison    | USL-1           | 1          | 0          |                 | -               | -               |                    | -                  | -                  |             | -           | -           | 1      | 0      |        |
| 2021            | Chicago Fire       | MLS             | 1          | 0          |                 | -               | -               |                    | -                  | -                  |             | -           | -           | 1      | 0      |        |
| 2022            | Chicago Fire       | MLS             | 1          | 1          | USCup           | 0               | 0               |                    | -                  | -                  |             | -           | -           | 1      | 1      |        |
| 2023            | Chicago Fire       | MLS             | 1          | 0          | USCup           | 1               | 0               |                    | -                  | -                  | LC          | 0           | 0           | 2      | 0      |        |
| 2022            | Chicago Fire II    | MNP             | 21         | 5          |                 | -               | -               |                    | -                  | -                  |             | -           | -           | 21     | 5      |        |
| 2023            | Chicago Fire II    | MNP             | 19         | 6          |                 | -               | -               |                    | -                  | -                  |             | -           | -           | 19     | 6      |        |
| 2023            | Rio Grande Valley  | USL             | 6          | 1          | USCup           | 0               | 0               |                    | -                  | -                  |             | -           | -           | 6      | 1      |        |
| 2024            | N.E. Revolution II | MNP             | 10         | 3          |                 | -               | -               |                    | -                  | -                  |             | -           | -           | 10     | 3      |        |
| Totale carriera | Totale carriera    | Totale carriera | 66         | 16         |                 | 1               | 0               |                    | -                  | -                  |             | 0           | 0           | 67     | 16     |        |

### Cronologia presenze e reti in nazionale
| Cronologia completa delle presenze e delle reti in nazionale ― Corea del Sud | Cronologia completa delle presenze e delle reti in nazionale ― Corea del Sud | Cronologia completa delle presenze e delle reti in nazionale ― Corea del Sud | Cronologia completa delle presenze e delle reti in nazionale ― Corea del Sud | Cronologia completa delle presenze e delle reti in nazionale ― Corea del Sud | Cronologia completa delle presenze e delle reti in nazionale ― Corea del Sud | Cronologia completa delle presenze e delle reti in nazionale ― Corea del Sud | Cronologia completa delle presenze e delle reti in nazionale ― Corea del Sud |
| Data                                                                         | Città                                                                        | In casa                                                                      | Risultato                                                                    | Ospiti                                                                       | Competizione                                                                 | Reti                                                                         | Note                                                                         |
| ---------------------------------------------------------------------------- | ---------------------------------------------------------------------------- | ---------------------------------------------------------------------------- | ---------------------------------------------------------------------------- | ---------------------------------------------------------------------------- | ---------------------------------------------------------------------------- | ---------------------------------------------------------------------------- | ---------------------------------------------------------------------------- |
| 6-6-2024                                                                     | Hanoi                                                                        | Vietnam                                                                      | 3 – 2                                                                        | Filippine                                                                    | Qual. Mondiali 2026                                                          | -                                                                            | 70’                                                                          |
| Totale                                                                       |                                                                              | Presenze                                                                     | 1                                                                            |                                                                              | Reti                                                                         | 0                                                                            |                                                                              |